# Ernesto Hoost
Ernesto Frits Hoost (Heemskerk, 11 juli 1965) is een Nederlands kickbokser, die het befaamde K-1 World Grand Prix-toernooi in Japan viermaal heeft gewonnen. 

## Biografie
Hoost werd geboren in Heemskerk als zoon van Surinaamse ouders. Hij groeide op in Hoorn. Hoost voetbalde tot zijn vijftiende voor amateurclub HVV Hollandia, waarna hij begon met kickboksen in de onlangs geopende Sokudo Gym. Hoost was, voordat hij profvechter werd, sportleraar voor jongeren met een alternatieve straf. In 1983 had hij zijn eerste wedstrijd, die hij in de tweede ronde op knock-out won. Vanaf 1988 versnelde zijn carrière en won hij verschillende Europese en wereldtitels in savate en Muay Thai. 
Zijn bijnaam luidt Mister Perfect, omdat hij de technieken van zijn sport K-1 volgens insiders perfect beheerst. K-1 is een mix van kickboksen, kungfu, karate en muay Thai boksen. Hoost bereikte een sterrenstatus in Japan.
Hoost deed vanaf het begin (1993) mee aan de zogeheten K-1 World Grand Prix in de Tokyo Dome, waar elk jaar de crème de la crème van K-1-vechters onder massale publieke belangstelling in een afvalrace strijden om de kampioenstitel. Hoost werd recordhouder door als eerste vechter de K-1-titel vier keer te winnen; in 1997, 1999, 2000 en 2002. Later deelde hij dit record met Sem Schilt. Op 2 december 2006 nam Hoost voor de laatste maal deel aan de K-1. In de halve finale trof hij Sem Schilt. Hij verloor de partij op jurybeslissing.
Over zijn carrière onthulde Hoost in 2011 dat hij best teleurgesteld was over de waardering die hij in Nederland ontving voor zijn topprestaties. Hij had in ieder geval graag een nominatie in de wacht willen slepen voor 'Sportman van het Jaar'. Ook vond Hoost het jammer dat NOS Studio Sport over zijn gehele carrière maar één keer contact met hem opnam.
Hoost heeft meegedaan aan de Japanse game show Silent Library.